# Henry Stafford, I Barón Stafford
Henry Stafford, I Barón de Stafford (18 de septiembre de 1501 - 30 de abril de 1563) fue el hijo mayor de Edward Stafford, III Duque de Buckingham y Eleanor Percy, duquesa de Buckingham. Eleanor (o Alianore) era hija de Henry Percy, IV conde de Northumberland y Maud Herbert, condesa de Northumberland. A través de su abuela paterna, Catalina Woodville, hermana de Isabel Woodville, era pariente de los Tudor.
Después de la ejecución de su padre, en un intento por recuperar la posición de su familia, fue nombrado barón de Stafford en 1547.
Stafford nació Penshurst, Kent, England. Fue el mayor, único varón, de los hermanos. Una importante residencia familiar era Thornbury, en posesión de la familia desde 1087.[cita requerida]
El 16 de febrero de 1518 o 1519, Henry se casó con Ursula Pole , única hija de Richard Pole y Margaret Plantagenet, condesa de Salisbury suo jure. Ella tenía quince años de edad, mientras él aún no llegaba a dieciocho. Su hermana, Elizabeth Stafford se casó con Thomas Howard, III duque de Norfolk. El matrimonio fue orquestado por el duque de Buckingham, padre de Henry, por consejo del cardenal Thomas Wolsey. La dote de Ursula constaba de 3.000 marcos, que se incrementaría por 1,000 marcos "si la Condesa (de Salisbury) regresaba a las tierras del Rey". La condesa les cedió tierras en Somerset y Devon valoradas en 700 marcos a la pareja y sus descendientes. Por su parte, se le pidió al Duque de Buckingham que dotase a Ursula de 500 libras, como seguro en caso de enviudar. El también pagó las expensas de la boda, con excepción del vestido de la novia, pagado por Margaret Pole.
Después de su boda, Ursula y Henry vivieron en casa del padre de él, Lord Buckingham, donde tenían guardas que los vigilasen. En noviembre de 1520, Ursula le dio a Henry 14 descendientes; siete hijos y siete hijas. El duque pagó a una comadrona 10 chelines para que atendiera a Ursula tras nacer el niño.
De sus catorce hijos, solo sabemos el nombre de doce:
- Henry Stafford (noviembre de 1520). Murió en la infancia.
- Dorothy Stafford (1 de octubre de 1526 - 22 de septiembre de 1604), casado con Sir William Stafford, padre de sus seis hijos. Dorothy fue una persona influyente en tiempos de Isabel I, llegó a ser su Mistress of the Robes.
- Henry Stafford, 2nd Baron Stafford (muerto en 1565), casado con Elizabeth Davy.
- Thomas Stafford, (c. 1533 - 28 de mayo de 1557), ejecutado por alta traición
- Edward Stafford, 3rd Baron Stafford (13 de enero de 1535 - 18 de octubre de 1603), casado con Maria Stanley, hija de Edward Stanley, III conde de Derby. Tuvo descendencia.
- Richard Stafford, casado con Mary Corbet, con quien tuvo descendencia, incluido Roger Stafford, VI Barón Stafford
- Walter Stafford (c.1539 - después de 1571)
- William Stafford
- Elizabeth Stafford, casada con Sir William Neville
- Anne Stafford, casada con Sir Henry Williams
- Susan Stafford (después de 1547)
- Jane Stafford

Henry murió el 30 de abril de 1563, a los 62 años, en el castillo de Caus (sede de la familia Corbet), en Westbury. Fue enterrado el 6 de mayo, en la iglesia de Worthen. Fue sucedido por su hijo mayor, Henry Stafford, II Barón Stafford, que murió dos años más tarde.

## Títulos honores y posiciones
Hasta la caída de su padre en 1521, fue el conde de Sttaford. En 1548, se sumó al Parlamento y fue nombrado barón de Stafford por Eduardo VI.
Fue la cuarta creación del título, extinto nuevamente en 1639. En 1554, tras pedir ayuda financiera a la reina María I, fue nombrado Chambelán de Hacienda, con un sueldo de 50 libras.[cita requerida]
En 1531, Staffordshire lo eligió legislador de la ciudad; fue nombrado juez de paz de Staffordshire y Shropshire en 1536. Entre 1558 y 1559 fue Lord Teniente de Staffordshire.

## Intereses literarios
Stafford tenía una extensa librería de más de 300 libros, la mayoría en latín. En 1548, el publicó la traducción al inglés del tratado de  Edward Foxe, "The True Dyfferens Between the Royall Power and the Ecclesiasticall Power" (1535), titulado originalmente De vera differentia regiae potestatis et ecclesiae. Bajo el reinado de María I, se convirtió al catolicismo y tradujo dos tratados de Erasmus contra Lutero, de los cuales ninguno ha llegado a nuestros días. Se le encargaron otras traducciones e influyó en distintas publicaciones.